# Ran Blake

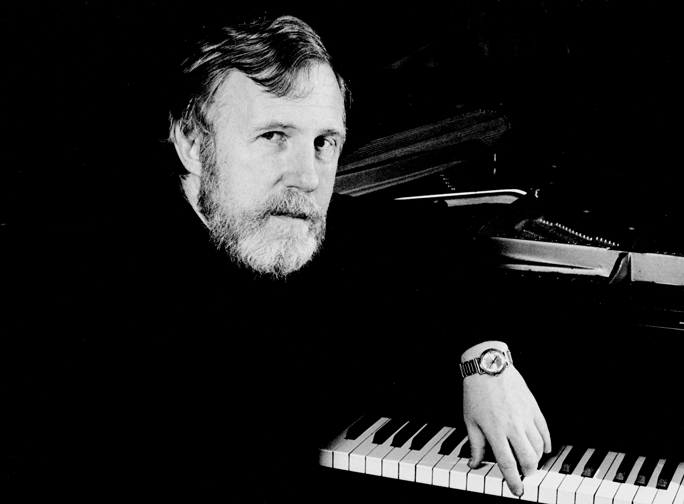
Ran Blake
(Foto: Brian McMillen)

Ran Blake (* 20. April 1935 in Springfield, Massachusetts) ist ein US-amerikanischer Jazzpianist und Third-Stream-Komponist.

## Leben und Wirken
Bereits während der Studienzeit am Bard College (in Annandale-on-Hudson, New York) begann Blake, der mit der klassischen Musik des 20. Jahrhunderts und schwarzem Gospelgesang aufgewachsen war, mit der Sängerin Jeanne Lee im Duo zu arbeiten. 1959 und 1960 wurde er von Gunther Schuller zur Lenox School of Jazz eingeladen, wo er bei John Lewis, Oscar Peterson, Bill Russo und anderen lernte. Zusätzlich nahm er private Unterrichtsstunden bei Mary Lou Williams und Mal Waldron.
Das Debütalbum mit Jeanne Lee gilt als ein Meilenstein und führte zu Festivalauftritten (zum Beispiel 1962 auf dem Monterey Jazz Festival) und einer mehrmonatigen Europatournee 1963. Im Jahr 1968 holte Schuller Blake an das New England Conservatory, seit 1973 ist er dort Leiter des ’Third Stream'-Bereichs bzw. des Department of Contemporary Improvisation. Blake hat mehr als 30 Alben unter eigenem Namen aufgenommen, davon viele als Solopianist wie „Painted Rhythms“ mit seinem Exkurs über die Geschichte des Jazzpianos sowie „Epistrophy“ mit Monk-Kompositionen. Er betreibt seine Experimente im Grenzbereich von Klassik und Jazz stets radikaler als viele seiner Third-Stream-Kollegen, da er den Mitteln der modernen Avantgarde offen gegenübersteht. In pianistischer Perspektive übte Thelonious Monk nach Blakes Ansicht den größten Einfluss auf ihn aus.

## Auszeichnungen
- 1988 war er MacArthur Fellow.
- Boston Music Award 1988
- Massachusetts Council of the Arts 1987
- Guggenheim-Stipendium 1982, 1988
- Massachusetts Artists Foundation Fellowship in Music Composition 1982
- Académie du Jazz: Prix Billie Holiday 1980

## Auswahl-Diskographie
- 1962 – The Newest Sound Around (mit Jeanne Lee)
- 1966 – Ran Blake Plays Solo Piano
- 1979 – Third Stream Today
- 1980 – Film Noir
- 1981 – Improvisations (Soul Note, mit Jaki Byard)
- 1985 – Painted Rhythms: Volume 1 & Volume 2 (GM Recordings) solo
- 1986 – The Short Life of Barbara Monk (Soul Note, mit Ricky Ford)
- 1989 – You Stepped Out of A Cloud (mit Jeanne Lee)
- 1994 – Round About (mit Christine Correa)
- 1997 – Unmarked Van: A Tribute to Sarah Vaughan (Soul Note, mit Tiziano Tonnoni; A Memory of Vienna (HatHut Records, mit Anthony Braxton)
- 1999 – Duo en noir (mit Enrico Rava)
- 1999 – Something to Live For
- 2001 – Sonic Temples (GM Recordings), mit George und Ed Schuller)
- 2006 – All That Is Tied (Tompkins Square) solo
- 2008 – Cinema Châtelet (Sans bruit) solo
- 2011 – Grey December — Live in Rome
- 2011 – Whirlpool, mit Dominique Eade
- 2014 – Cocktails at Dusk: A Noir Tribute to Chris Connor mit Laïka Fatien und Ricky Ford
- 2017 – Dominique Eade/Ran Blake: Town and Country (Sunnyside)
- 2020 – Ran Blake und Christine Correa: When Soft Rains Fall
- 2024 – Live Amsterdam 2006, mit Dave „Knife“ Fabris

## Dokumentarfilm
- Living with Imperfection von Antoine Polin (2020)